# Lola Cars
Lola Cars ist ein englischer Hersteller von Rennwagen. Seit 1958 wurden mit wechselndem Erfolg und Unterbrechungen Rennwagen vor allem für die Formel 1 und die Formel 2 – später auch für die Formel 3000 – hergestellt. Nach der Jahrtausendwende fertigte Lola hauptsächlich Sportwagen für die 24-Stunden-Rennen von Le Mans und die American Le Mans Series. Im Oktober 2012 beendete das Unternehmen infolge von Zahlungsunfähigkeit seine Geschäftstätigkeit. Es wurde 2022 von Till Bechtolsheimer übernommen und strebt für Ende 2024 einen Start in der FIA-Formel-E-Weltmeisterschaft an.

## Unternehmensgeschichte
Lola Cars war in der ostenglischen Gemeinde Huntingdon ansässig. Gründer des Unternehmens war der britische Ingenieur Eric Broadley. Den Namen seines Unternehmens entlieh er einem populären britischen Schlager der 1950er Jahre mit dem Titel Whatever Lola wants Lola gets, der von Gwen Verdon in dem Musical Damn Yankees gesungen wurde. Broadley führte das Unternehmen 40 Jahre lang. Nach einem gescheiterten Versuch, mit einem Werksteam in der Formel 1 Fuß zu fassen, musste er sein finanziell angeschlagenes Unternehmen verkaufen. Im Laufe des Jahres 1997 übernahm Martin Birrane Lola Cars. Das Unternehmen konzentrierte sich seitdem auf die Entwicklung und Produktion von Rennprototypen und Formel-Wagen für Markenmeisterschaften. Lola wurde im Frühjahr 2012 zahlungsunfähig. Im Rahmen eines Insolvenzverfahrens wurde es aufgelöst; die Produktion von Automobilen endete im Oktober 2012. 10 Jahre später übernahm Till Bechtolsheimer die Insolvenzmasse. Zusammen mit Yamaha und dem Team Abt Sportsline strebt man einen Start in der Formel-E Saison 2024/25 an.

## Lola als Kundenwagen-Hersteller in der Formel 1
Lola stellte zwischen 1962 und 1997 diverse Rennwagen für die Formel 1 her. Diese Wagen wurden ganz üblicherweise an externe Rennställe, so genannte Kundenteams, geliefert, die die Fahrzeuge unter eigenem Namen und mit eigener Organisation einsetzten. Insgesamt wurden so in 32 Jahren acht verschiedene Projekte von Lola beliefert. Zusätzlich setzte Lola in zwei Fällen Wagen für ein eigenes Team ein; beide Anläufe waren nicht erfolgreich. Zwischen 1961 und 1993 rüstete Lola folgende Teams aus:

### 1961: Scuderia Light Blue
Der erste Einsatz eines Lola-Rennwagens in der Formel 1 erfolgte im Oktober 1961 bei einem Rennen in Brands Hatch. Das Fahrzeug war ein Lola Mk.3, ein Mittelmotor-Wagen, der eigentlich für die Formel Junior konzipiert worden war und in dieser Klasse 1961 vom Lola-Werksteam (der Equipe Lola) für Peter Ashdown, John Hine und Dick Prior eingesetzt wurde. Daneben erfolgten Renneinsätze durch die private Scuderia Light Blue, für die Hugh Dibley und Dizzie Addicott fuhren. Die insgesamt elf hergestellten Wagen siegten in der Saison 1961 in zwei Rennen, wobei ein Sieg an das Werks-, der andere an das Kundenteam ging.
Nach Abschluss der Formel-Junior-Saison meldete die Scuderia Light Blue einen Lola Mk.3 für die am 1. Oktober 1961 stattfindende Lewis-Evans Trophy, ein auf dem Großen Kurs von Brands Hatch stattfindendes Club-Rennen, das nicht zur Formel-1-Weltmeisterschaft zählte. Der Mk.3 wurde dazu modifiziert und erhielt einen Ford-Classic-Motor. Dessen Basis stammte ursprünglich aus dem Ford Anglia und hatte nun einen Hubraum von 1,3 Litern. Als Fahrer wurde Hugh Dibley gemeldet.
Zu diesem Rennen, das eine Woche vor dem die Saison abschließenden Großen Preis der USA stattfand, trat kein einziges Werksteam der Formel 1 an; die Wettbewerber waren durchgängig Privatteams, die den anstehenden Meisterschaftslauf in Nordamerika ausließen. In diesem Umfeld erreichte Hugh Dibley im Qualifying die sechstbeste Zeit und ging aus der zweiten Reihe ins Rennen. Nach zwölf Runden fiel er wegen eines defekten Radlagers aus.
Dieses erste, einmalige Engagement eines Lola-Wagens bei einem Formel-1-Rennen genoss keine Unterstützung des Werks, das änderte sich im kommenden Jahr.

### 1962: Bowmaker Yeoman Racing Team
Das erste regulär unterstützte Lola-Kundenteam war der von Reg Parnell geleitete Rennstall Bowmaker Yeoman Racing Team, das bereits im Jahr zuvor mit einem Cooper T53 in der Formel-1-Weltmeisterschaft angetreten war.
Lola lieferte dem Rennstall für die Formel-1-Saison 1962 einige Fahrzeuge des Typs Mk.4, der in allen Weltmeisterschaftsläufen mit einem Achtzylindermotor von Coventry Climax (Typ FWMV V8) ausgestattet war. Fahrer waren John Surtees und Roy Salvadori. Surtees qualifizierte den Wagen im ersten Weltmeisterschaftslauf des Teams in Zandvoort auf der Pole-Position. Neben zwei Podiumsplätzen siegte ein Mk.4 beim Rennen in Mallory Park. Allerdings zählte der Lauf nicht zur Weltmeisterschaft, sodass Lola am Ende der Saison Vierter der Konstrukteurswertung wurde. Im Laufe des Jahres gab es einige Modifikationen – insbesondere Versteifungen im Chassis-Bereich –, aufgrund derer der Wagen die Bezeichnung Mk.4A erhielt.

### 1963

#### Reg Parnell Racing
Für die Formel-1-Saison 1963 verlor Reg Parnell die Unterstützung von Yeoman Credit. Der Rennstall machte als reines Privatteam weiter. Stammfahrer war Chris Amon, der einen Lola Mk.4A bewegte. Neben ihm wechselten sich Maurice Trintignant, Lucien Bianchi und Mike Hailwood in einem weiteren Lola Mk.4A ab. Zum Großen Preis von Großbritannien setzte Reg Parnell Racing außerdem zwei Lotus 24 für Mike Hailwood und Masten Gregory ein; später fuhr auch Rodger Ward einmalig einen Lotus für das Team. Sie alle erzielten keine herausragenden Erfolge.

#### DW Racing Enterprises
Nichts mit Reg Parnell Racing oder mit Lola Cars Ltd. zu tun hatte das britische Team DW Racing Enterprises. Hierbei handelte es sich um ein reines Privatteam, das zu einzelnen außerhalb der Weltmeisterschaft stattfindenden Formel-1-Rennen des Jahres 1963 einen Lola Mk.4 für Bob Anderson einsetzte. Anderson gewann in einem Umfeld aus reinen Privatiers den Gran Premio di Roma und sorgte so für den letzten Sieg des Mk.4 in einem Formel-1-Rennen.

### 1967 bis 1968: Honda

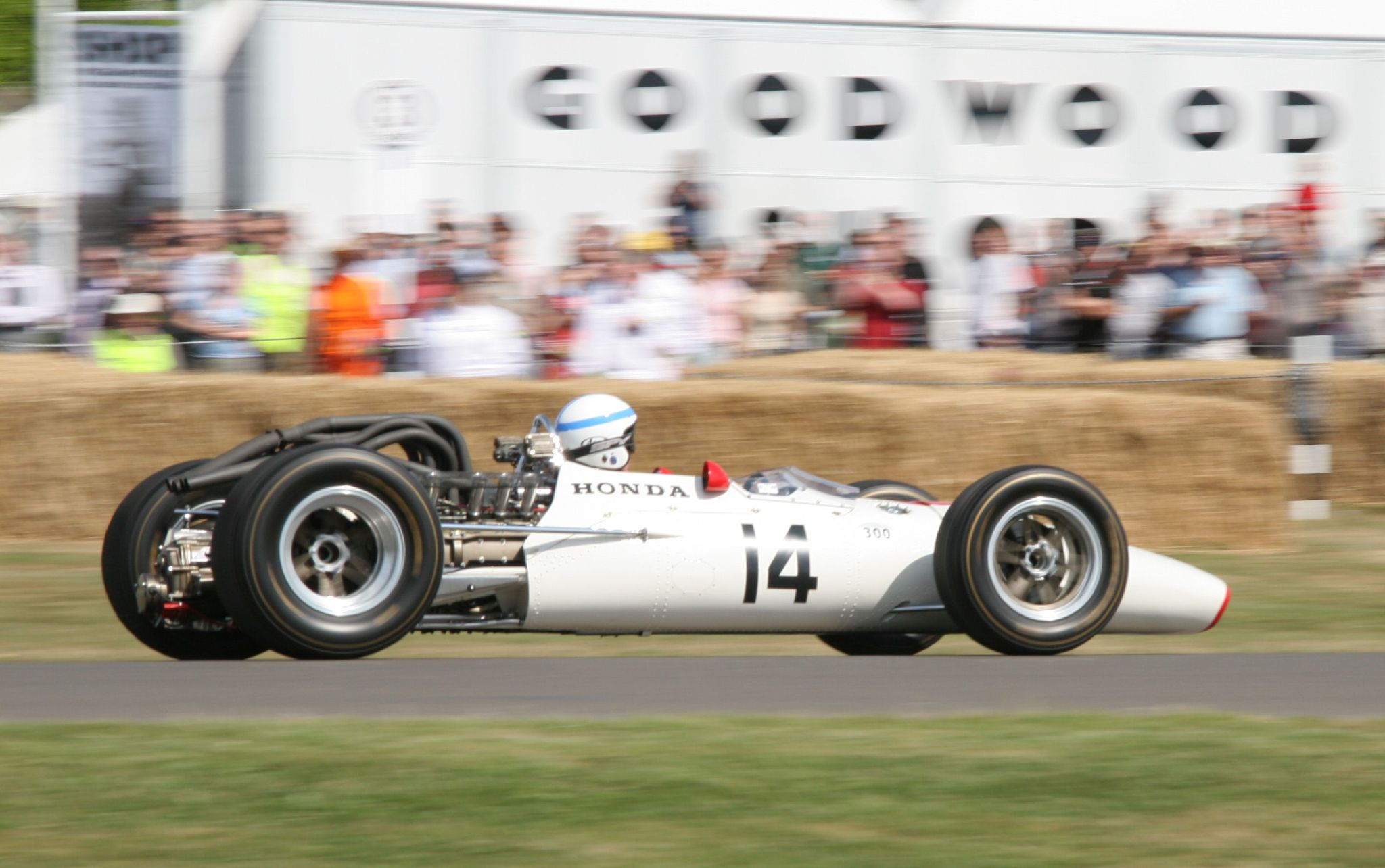
„Hondola“: Honda RA300

In der Formel-1-Saison 1967 entwickelte Lola Cars Ltd. ein Formel-1-Chassis für das Werksteam von Honda, das seit 1964 mit eigenen Chassis und eigenen Motoren in der Formel 1 aktiv war. Hondas letzte Eigenkonstruktion, der Typ RA 273, war in der Saison 1967 nicht zuletzt dank des engagierten Piloten John Surtees recht erfolgreich gewesen. Gleichwohl versuchte Honda durch die Verwendung eines extern entwickelten Chassis neue Impulse zu erhalten. Lola entwarf den Typ T130, der in Hondas Nomenklatur RA300 hieß. In der Presse wurde der Wagen weitgehend als „Hondola“ verspottet. Das Auto war zumindest in seiner ursprünglichen Form übergewichtig und nicht sehr leichtgängig. Gleichwohl überraschte es durch einen Anfangserfolg. Der RA300 debütierte beim Großen Preis von Italien 1967, wo John Surtees mit einem Rückstand von 1,8 Sekunden den neunten Startplatz erzielte. Surtees gewann dieses Rennen mit minimalem Vorsprung vor Jack Brabham und sorgte damit für eine Sensation. Honda beendete die Saison als Vierter der Konstrukteurswertung.
In der Formel-1-Saison 1968 trat Honda Racing weitgehend mit einem Modell RA301 ein. Auch dieses Auto war von Lola Cars entwickelt worden; in den Werksunterlagen von Lola trägt es die Bezeichnung Lola T180. Im Grunde war der RA301 eine Weiterentwicklung des RA300. Fahrer waren John Surtees und – gelegentlich – auch Len Terry. Der Wagen war schwer zu fahren, und das Team erzielte keine herausragenden Erfolge. Es schloss die Saison 1968 als Sechster der Konstrukteursmeisterschaft ab.
Honda entwickelte dann im Laufe der Saison selbst ein neues Auto, den Typ RA 302. Das Auto hatte keine Beziehung zu Lola. Der RA302 debütierte beim Großen Preis von Frankreich 1968 mit dem neuen Fahrer Jo Schlesser. Schlesser starb bei einem Feuerunfall in diesem Rennen. Daraufhin zog sich Honda Racing aus der Formel 1 zurück.

### 1967 bis 1968: BMW Motorsport

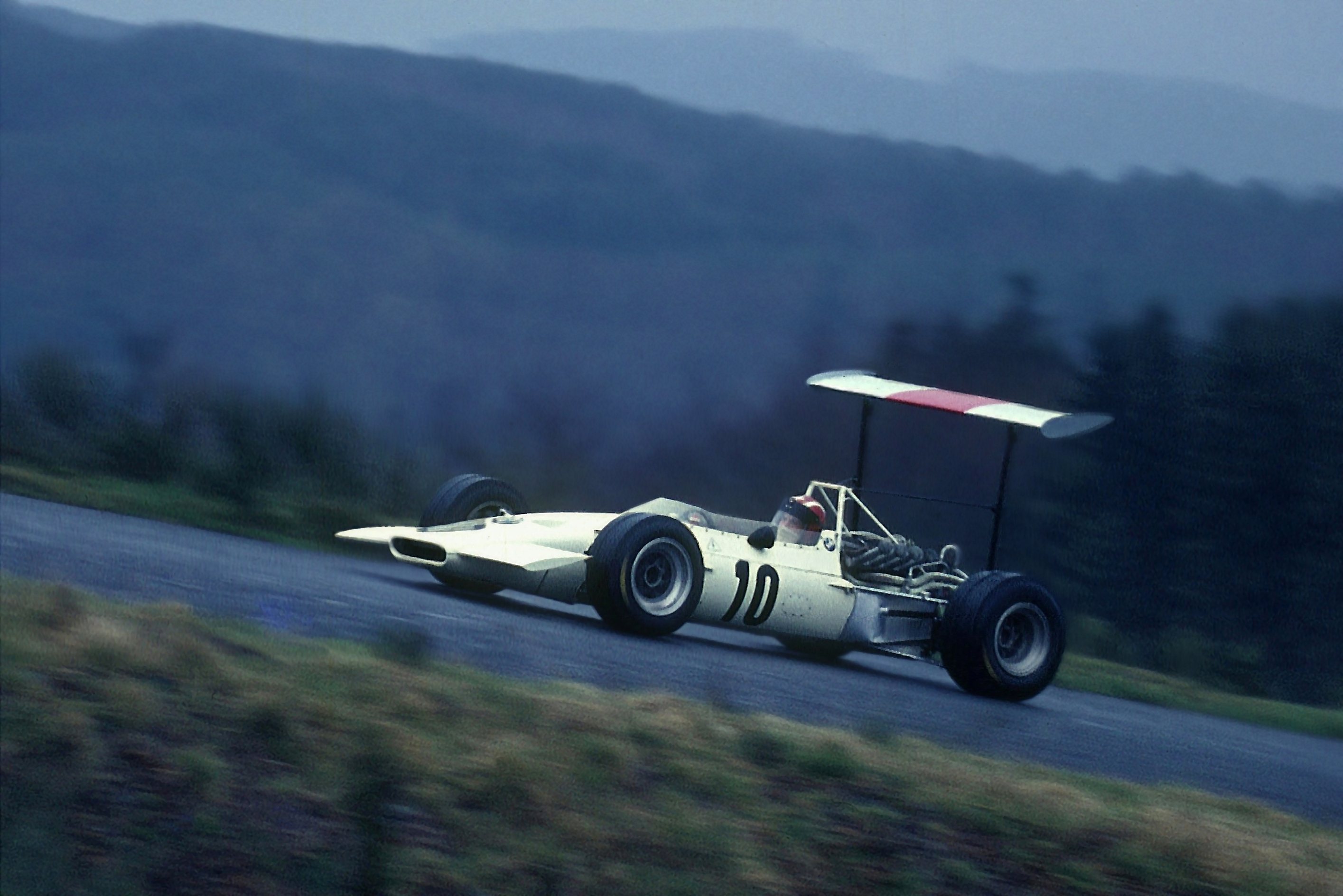
Lola/BMW T102

Eine Sonderrolle nahmen die Einsätze der Motorsport-Abteilung von BMW ein, die jeweils zu den Großen Preisen von Deutschland 1967 und 1968 einen Rennwagen von Lola meldete. Hierbei handelte es sich um Formel-1-Projekte, die von Lola Cars Ltd. nicht werksseitig unterstützt wurden.
BMW Motorsport versuchte Ende der 1960er Jahre, sich als Motorenlieferant für die junge Formel 2 zu etablieren. In jener Zeit war Cosworth der bevorzugte Ausrüster der Teams. Zu dieser Zeit betrieb Lola Cars Ltd. ein eigenes Werksteam, das einen Lola T100 für John Surtees und Pedro Rodriguez einsetzte. Bei einigen Rennen verwendete Lola Cars einen BMW M12-Motor, der sich allerdings als recht anfällig erwies. Wiederholt wechselte das Team auf Triebwerke von Cosworth zurück. Parallel dazu betrieb BMW Motorsport einen eigenen Rennstall in der Formel 2, der ebenfalls ein Lola T100-Chassis einsetzte und regelmäßig den M12-Motor verwendete.
In den späten 1960er Jahren wurde der Große Preis von Deutschland auf dem alten Nürburgring kombiniert für Fahrzeuge der Formel 1 und der Formel 2 ausgeschrieben. Eine Reihe von Formel-2-Teams nahmen in dieser Zeit die Gelegenheit wahr, sich mit den Konkurrenten der Formel 1 zu messen. Einer dieser Rennställe war BMW Motorsport, die 1967 einen Lola T100 mit BMW-Motor für Hubert Hahne meldete. Dieser qualifizierte sich für den 14. Startplatz und fiel im Rennen nach sechs Runden wegen Aufhängungsschadens aus. Auch Lolas Formel-2-Werksteam meldete einen Wagen für den Großen Preis von Deutschland 1967.
In der Formel-1-Saison 1968 meldete BMW Motorsport zum Großen Preis von Deutschland den Lola T102. Das Auto entsprach wiederum dem Formel-2-Reglement und war ausschließlich für BMW gebaut; mitunter wurde der Wagen auch als BMW T102 bezeichnet. Das Auto wurde für Hubert Hahne gemeldet, der als 18. ins Rennen ging und letztlich Zehnter wurde.
Für die Formel-2-Saison 1969 ließ BMW Motorsport eigene, von Lola unabhängige Formel-2-Wagen entwerfen; auch sie wurden 1969 zum Großen Preis von Deutschland gemeldet.

### 1974 und 1975: Embassy Hill

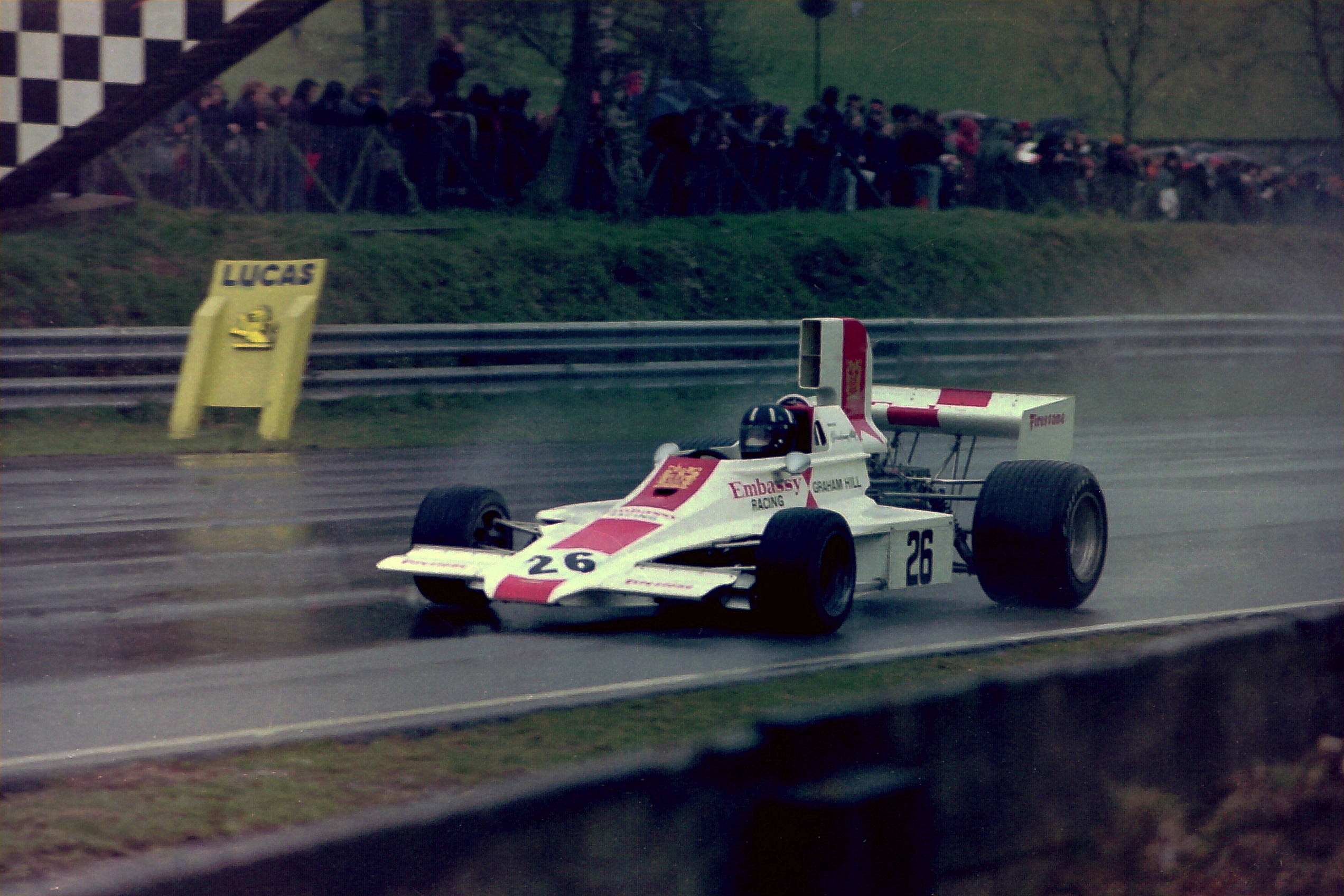
Lola T370 für Embassy Hill (1974)

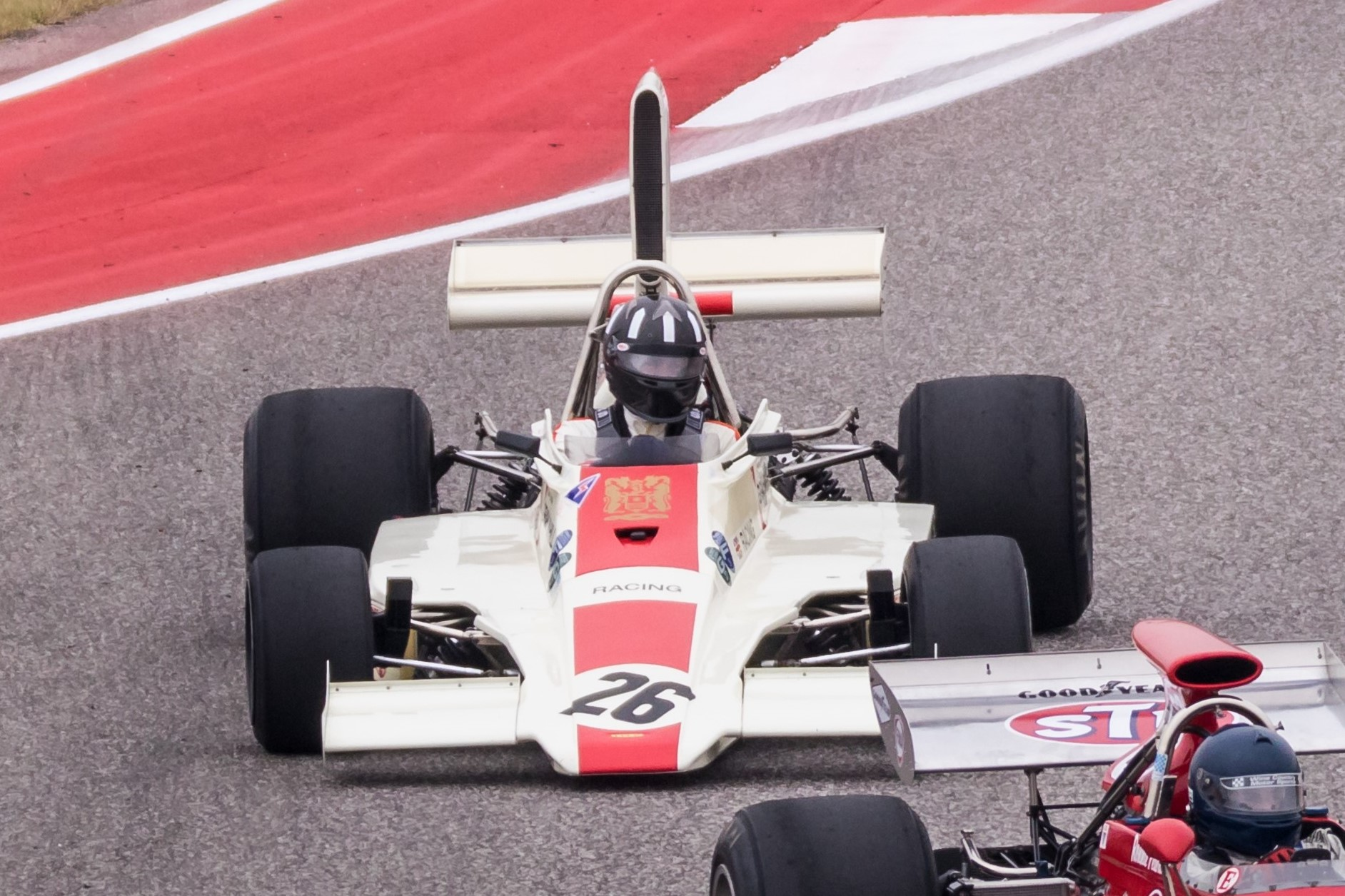
Hill GH1 (= Lola T371)

Der langjährige Formel-1-Rennfahrer Graham Hill gründete am Ende seiner Karriere einen eigenen Rennstall, das nach dem Hauptsponsor benannte Embassy Racing Team. In der Formel-1-Saison 1973 debütierte der Rennstall mit einem privat eingesetzten Shadow DN1 der von Graham Hill selbst gefahren wurde. Das Engagement blieb ohne Erfolg. Hill führte dies im Wesentlichen auf das Auto zurück und beauftragte Lola Cars, ihm für die Formel-1-Saison 1974 ein eigenes Auto zu entwickeln. Das Auto hieß Lola T370 und debütierte beim Auftaktrennen der Saison, dem Großen Preis von Argentinien. Es handelte sich um ein unkompliziertes Baukastenauto mit vielen Standardkomponenten und einem herkömmlichen Cosworth-DFV-Achtzylinder. Wesentlichstes Merkmal war eine auffällige, im Rennbetrieb allerdings hinderliche große Lufthutze über dem Motor. Ein Wagen wurde durchgängig von Graham Hill gefahren, das zweite Auto teilten sich Guy Edwards, Peter Gethin und Rolf Stommelen. Graham Hill erreichte das beste Ergebnis der Saison für das Team, als er beim Großen Preis von Schweden Sechster wurde und einen Weltmeisterschaftspunkt erreichte.
In den ersten drei Rennen der Formel-1-Saison 1975 trat Embassy Racing erneut mit den Lola T370 an, erreichte aber nichts. Zu Beginn der europäischen Rennen wurde eine verbesserte Version des bekannten Autos präsentiert. Die Überarbeitung war in der Werkstatt von Graham Hill selbst durchgeführt worden; maßgeblich verantwortlich war der ehemalige Lola-Techniker Andy Smallman, der nun in Diensten von Embassy Racing stand. Das überarbeitete Auto hieß zunächst Lola T371 und wurde etwas später – um die Eigenständigkeit der Konstruktion zu dokumentieren – in GH1 umbenannt. Ungeachtet dessen, entsprach der neue Wagen in Vielem dem Lola T370. Der Wagen wurde von einer ganzen Reihe von Fahrern bewegt. Neben Graham Hill und Rolf Stommelen, den beiden ursprünglich als Stammfahrer vorgesehenen Piloten, verpflichtete das Team für einzelne Rennen Tony Brise, Alan Jones, François Migault und Vern Schuppan. Im Laufe der Saison erreichte das Team drei WM-Punkte (durch Brise und Jones).
Ende 1975, nach dem Tod von Graham Hill, Tony Brise und Andy Smallman beim Absturz eines von Hill gesteuerten Flugzeugs, stellte das Team seinen Rennbetrieb ein.

### 1985 und 1986: Team Haas (USA)

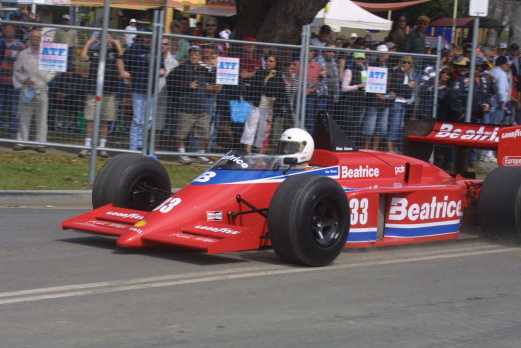
Der vielfach Lola zugeschriebene THL1 des Teams Haas von 1986

1985 erschien der Name Lola erneut in der Formel 1, diesmal in Verbindung mit einem Team, das ganz unterschiedliche Bezeichnungen trug. In den offiziellen Meldelisten erschien es unter dem Namen Team Haas (USA) Ltd., die Presse verwendete recht wahllos die Alternativbezeichnungen Beatrice, Lola, Lola-Beatrice oder Lola-Haas. Tatsächlich bestand kaum eine Beziehung des Teams zu Lola. Bei dem Team Haas handelte es sich um einen Rennstall, der von dem amerikanischen Unternehmer Carl Haas gegründet und in Großbritannien betrieben wurde. Carl Haas betrieb in den USA seit 1983 zusammen mit dem Schauspieler Paul Newman den Rennstall Newman Haas Racing, der in der IndyCar Series aktiv war. Mit Unterstützung des Lebensmittelkonzerns Beatrice weitete Haas sein Motorsportengagement 1985 auf die Formel 1 aus. Geplant war der Einsatz eines exklusiv entwickelten Turbomotors von Cosworth. Das Chassis konstruierte ein von Haas gegründetes Unternehmen namens Formula One Race Car Engineering (FORCE), für das unter anderem Neil Oatley und Ross Brawn tätig waren. In der Motorsportliteratur besteht weitgehend Einigkeit darüber, dass die Haas-Modelle THL1 und THL2 maßgeblich von FORCE konstruiert wurden. Lola war an der Entwicklung – je nach Quelle – entweder gar nicht oder nur in wenigen Details beteiligt. Die Einbeziehung Lolas in den Namen der Autos war ungeachtet dessen von Carl Haas gewollt. Sie erfolgte in erster Linie aus Marketing-Gründen. Haas war bemüht, die Seriosität seines Projektes deutlich zu machen. In dieser Hinsicht versprach er sich von dem etablierten Namen Lola eine größere Wirkung als von dem neu gegründeten FORCE-Studio. In der Literatur werden die THL-Modelle daher auch als Lola-badged Cars (dt. etwa: „Autos mit Lola-Emblem“) bezeichnet.

### 1987 bis 1990: Larrousse
In den Jahren 1987 bis 1991 entwickelte und baute Lola die Formel-1-Wagen für das französische Team Larrousse. Im Gegensatz zu dem Projekt von Carl Haas handelte es sich hierbei tatsächlich um Wagen, die von Lola in England entwickelt wurden. Verantwortliche Konstrukteure waren Eric Broadley, Ralph Bellamy, Chris Murphy und Gérard Ducarouge. Einige der Fahrzeuge waren recht erfolgreich. Ab 1992 ließ Larrousse seine Formel-1-Autos von Robin Herd konstruieren, dem ehemaligen technischen Direktor von March Engineering.
| Übersicht: Lola und Larrousse in der Formel 1 | Übersicht: Lola und Larrousse in der Formel 1 | Übersicht: Lola und Larrousse in der Formel 1 | Übersicht: Lola und Larrousse in der Formel 1 | Übersicht: Lola und Larrousse in der Formel 1     | Übersicht: Lola und Larrousse in der Formel 1 | Übersicht: Lola und Larrousse in der Formel 1 | Übersicht: Lola und Larrousse in der Formel 1 |
| Saison                                        | Teamname                                      | Chassis                                       | Motor                                         | Fahrer Erstes Chassis                             | Fahrer Zweites Chassis                        | WM-Punkte                                     | WM-Platz                                      |
| --------------------------------------------- | --------------------------------------------- | --------------------------------------------- | --------------------------------------------- | ------------------------------------------------- | --------------------------------------------- | --------------------------------------------- | --------------------------------------------- |
| 1987                                          | Larrousse Calmels                             | Lola LC87                                     | Cosworth DFZ 3,5 V8 (Mader)                   | Philippe Alliot                                   | Yannick Dalmas                                | 3                                             | 9.                                            |
| 1988                                          | Larrousse Calmels                             | Lola LC88                                     | Cosworth DFZ 3,5 V8 (Mader)                   | Yannick Dalmas Aguri Suzuki Pierre-Henri Raphanel | Philippe Alliot                               | 0                                             | -                                             |
| 1989                                          | Equipe Larrousse                              | Lola LC88B Lola LC89                          | Lamborghini 3512 V12                          | Yannick Dalmas Éric Bernard Michele Alboreto      | Philippe Alliot                               | 1                                             | 16.                                           |
| 1990                                          | Espo Larrousse F1                             | Lola LC89B Lola LC90                          | Lamborghini 3512 V12                          | Éric Bernard                                      | Aguri Suzuki                                  | 11                                            | 6.                                            |
| 1991                                          | Larrousse F1                                  | Lola LC91                                     | Ford Cosworth DFR 3,5 V8 (Hart)               | Éric Bernard Bertrand Gachot                      | Aguri Suzuki                                  | 2                                             | 11.                                           |

### 1993: Scuderia Italia

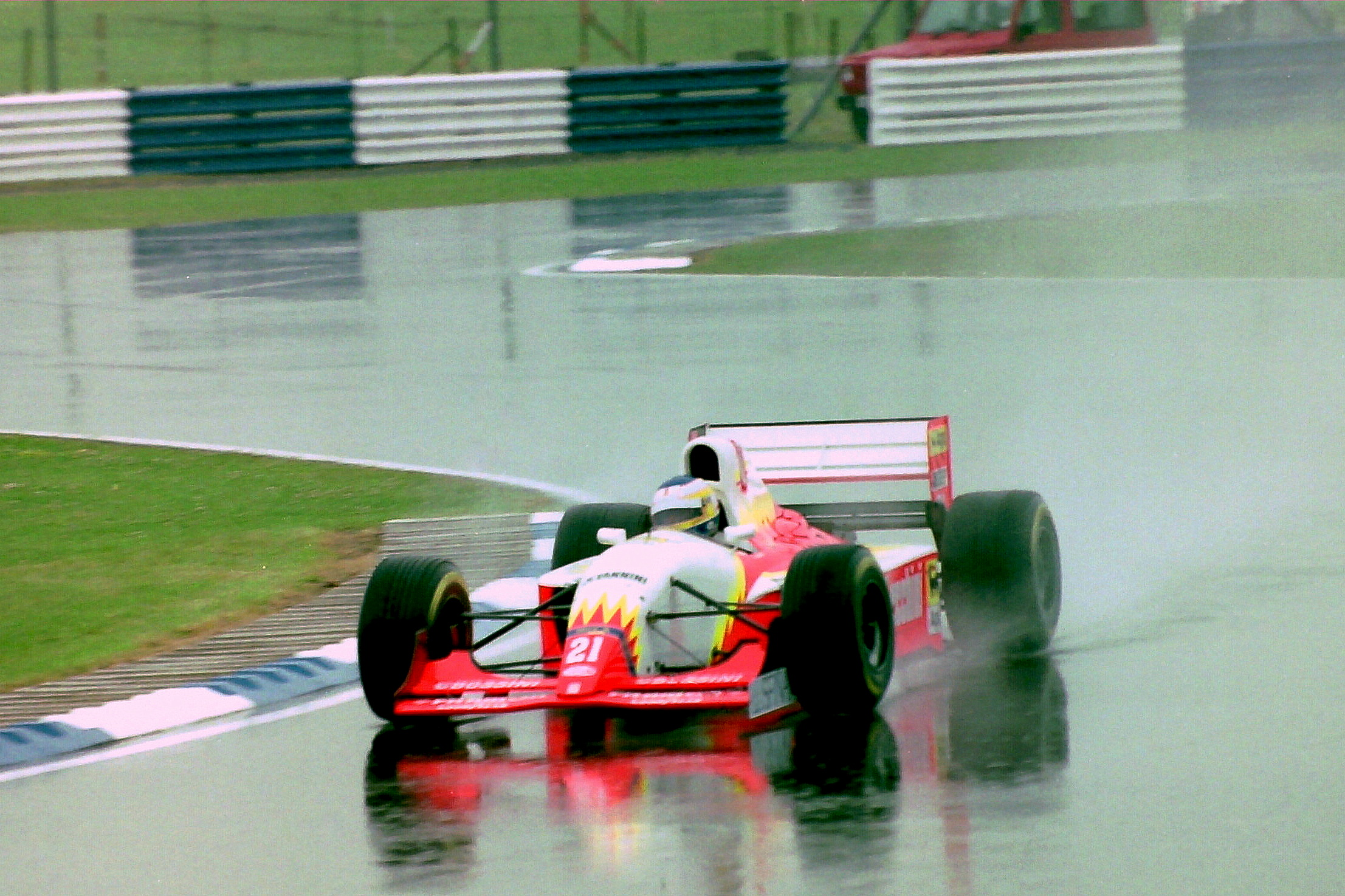
Lola T93/30 für die Scuderia Italia (1993)

Die Scuderia Italia war ein italienischer Rennstall, der 1988 in der Formel 1 debütiert hatte. Zwischen 1988 und 1992 ließ das Team seine Formel-1-Autos von Gian Paolo Dallara entwickeln. Nach einer erfolglosen Formel-1-Saison 1992 wechselte das Team für die Formel-1-Saison 1993 zu Lola Cars. Das Team verwendete wie im Jahr zuvor Kundenmotoren von der Scuderia Ferrari, erzielte aber keine Erfolge. Der von der Zigarettenmarke Chesterfield gesponserte Wagen namens Lola T93/30 war eine Fehlkonstruktion; sein Fahrer Michele Alboreto bezeichnete ihn einmal als „rollendes Desaster“. Das Team erzielte in der Formel-1-Saison 1993 keinen einzigen WM-Punkt. Die Scuderia Italia fusionierte für die Formel-1-Saison 1994 mit dem Team Minardi, und Lola erhielt von externen Teams keinen weiteren Auftrag für neue Autos.

## Lola als Werksteam in der Formel 1
In der Formel-1-Saison 1967 erschien das Lola-Werksteam erstmals in der Formel 1. Es blieb ein einmaliger Einsatz. Das nächste werksseitige Engagement sollte 30 Jahre auf sich warten lassen, letzten Endes aber ebenfalls auf ein einziges Rennen beschränkt bleiben.

### 1967
1967 meldete das Formel-2-Werksteam Lola Cars Ltd. einmalig einen Wagen zum Großen Preis von Deutschland. Es handelte sich um ein Formel-2-Auto, den Typ T100, der bei dieser Veranstaltung (mit anderen Formel-2-Wagen) neben den Fahrzeugen der Formel 1 antreten durfte. Ebenso wie das (mit gleichem Auto antretende) Team der BMW Motorsport AG setzte das Lola-Werksteam auf einen BMW-M11-Motor. Fahrer des Teams war David Hobbs. Er qualifizierte sich als 20. und kam letztlich als Zehnter mit zwei Runden Rückstand ins Ziel.

### 1997

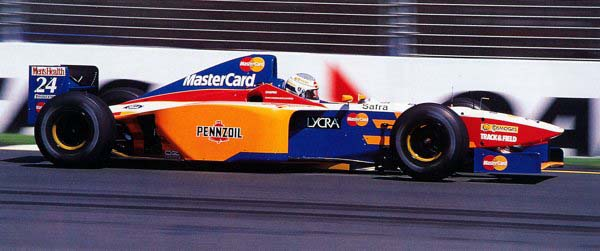
Lola T97/30 von 1997

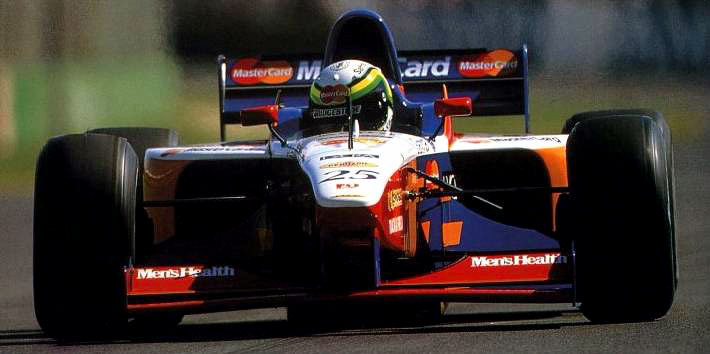
Lola T97/30

Im November 1996 ergab sich letztlich für Lola die Möglichkeit eines Formel-1-Einstiegs als Werksteam. Lola gewann dafür die Unterstützung des US-amerikanischen Kreditkartenunternehmens Mastercard. Die am 5. November 1996 geschlossene und auf vier Jahre angelegte Vereinbarung sah vor, dass Mastercard im ersten Jahr etwa 10 Mio. US-$ – ein Viertel des Teambudgets – an Lola zahlen sollte. Mastercards Engagement lag ein neuartiges Sponsorkonzept zugrunde, das im Kern eine Variante des Crowdfunding war: Mastercard selbst investierte nahezu kein eigenes Geld in das Formel-1-Team. Die Mittel für die Zahlungen an Lola sollten vielmehr die Mastercard-Kunden aufbringen, die gegen Gebühr Mitglieder eines neu gegründeten Mastercard Formula 1 Clubs werden konnten und dafür verschiedene Gegenleistungen oder Vergünstigungen erhalten sollten. Dieses Finanzierungskonzept erwies sich in der Praxis als untauglich. Es ermöglichte nur einen zögerlichen Geldfluss zum Team und führte dazu, dass Lola in der kostenintensiven, aber kaum publikumswirksamen Entwicklungsphase keine ausreichenden Mittel zur Verfügung standen. Tatsächlich finanzierte sich das Team in der Entwicklungsphase wesentlich durch Kredite. Vor dem ersten Saisonrennen hatte es bereits Verbindlichkeiten in Höhe von 6 Mio £ aufgebaut.
Anfängliche Planungen gingen davon aus, dass Lolas Werksteam 1998 debütieren werde; kurzfristig verlegte Broadley – möglicherweise auf Druck Mastercards – den Start aber auf die Saison 1997, in der auch Stewart Grand Prix debütierte. Die Vorverlagerung des Formel-1-Starts setzte Lola unter erheblichen Druck, denn damit blieben dem Team bis zum ersten Rennen nur drei Monate. Eric Broadley und Chris Murphy konstruierten in dieser Zeit mit dem Lola T97/30 einen sehr konservativen Rennwagen, der zum großen Teil auf dem 1994 konzipierten, aber nie eingesetzten T95/30 basierte. Aus Zeitgründen gab es keinerlei Windkanaltests. Als Antrieb setzte Lola einen Achtzylindermotor von Cosworth der Baureihe ECA ein, der aus Marketinggründen als Ford Zetec-R bezeichnet wurde.
Der Lola T97/30 wurde am 20. Februar 1997 in London präsentiert. Im Anschluss daran gab es nur zwei kurze Funktionstests, bevor die Wagen zum Auftaktrennen nach Australien verfrachtet wurden. Beim Großen Preis von Australien 1997 erschien das Mastercard Lola F1 Team mit den Fahrern Ricardo Rosset und Vincenzo Sospiri. Im Freitagstraining waren die Lolas jeweils mit einem Abstand von mehreren Sekunden die langsamsten Autos. Im Qualifikationstraining erreichte Sospiri eine Rundenzeit von 1:40,972 min, Rosset war mit einer Zeit von 1:42,086 min mehr als eine Sekunde langsamer. Damit hielt keiner der Lola-Fahrer die 107-Prozent-Regel ein, nach der ein Fahrer nur dann für das Rennen qualifiziert ist, wenn er für seine schnellste Runde im Qualifying nicht mehr als 107 Prozent der Pole-Zeit benötigt. Bezogen auf Villeneuves Ergebnis, lag die 107-Prozent-Zeit bei 1:35,625 min. Damit waren beide Lolas nicht qualifiziert. Die Piloten klagten über erhebliche Balanceprobleme. Rosset erklärte rückblickend, das Auto habe zu viel Abtrieb, aber keinen Grip entwickelt. Außerdem habe eine Basisabstimmung für das Auto gefehlt.
Für das folgende Rennen in Brasilien kündigte Eric Broadley neue Teile an und erklärte, Lola werde unverzüglich mit der Entwicklung eines komplett neuen Autos beginnen. Angesichts der hohen Schulden erklärte Broadley, das Team benötige für die weitere Entwicklung mehr Geld. Lolas Partner Mastercard war allerdings nicht bereit, von dem bisherigen Sponsorkonzept abzuweichen, und lehnte weitere Zahlungen ab. In der Woche vor dem Großen Preis von Brasilien stellte Broadley daraufhin den Betrieb des Formel-1-Teams ein. Einen weiteren Renneinsatz gab es nicht. Das Team war zahlungsunfähig und wurde aufgelöst. Im Sommer 1997 griff die Insolvenz auch auf das Mutterunternehmen Lola Cars über.

### 2010
Im April 2009 wurde bekanntgegeben, dass Lola einen Wiedereinstieg in die Formel 1 zur Saison 2010 plane. Schon in Kürze wolle das Unternehmen mit der Entwicklung eines Formel-1-Fahrzeugs beginnen. Die Einschreibung für die Formel-1-Saison 2010 wurde von der FIA zunächst nicht berücksichtigt. Da durch den Budgetstreit zwischen der FIA und der FOTA die Einschreibungen einiger Teams nicht verbindlich waren, wurde die Einschreibefrist verlängert. Lola entschloss sich jedoch, die Bewerbung noch vor der endgültigen Entscheidung zurückzuziehen.

## Lola in der Formel 2

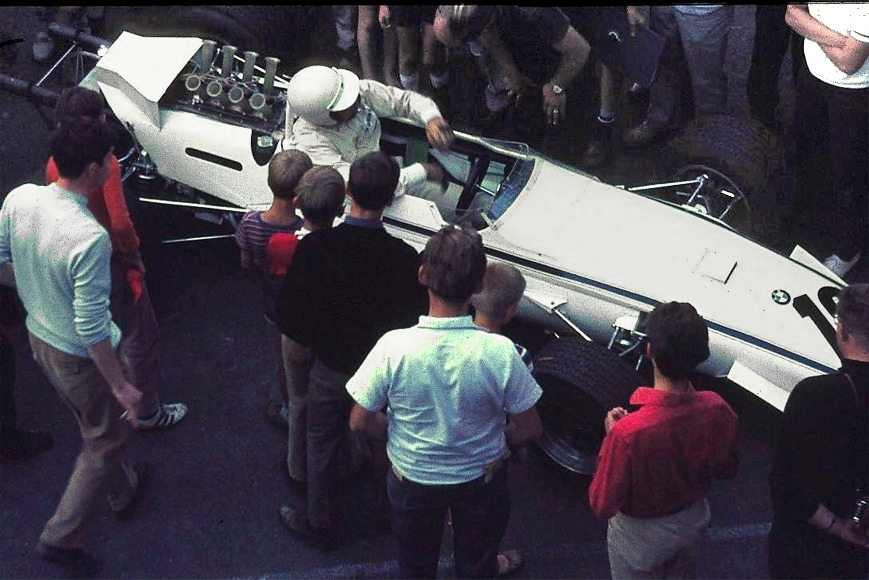
Hubert Hahne im Lola/BMW T102 (1969)

Lola Cars in war bis in die späten 1960er-Jahre als Chassislieferant in der Formel-2-Europameisterschaft vertreten, unter anderem mit den Modellen T100 und T102, die als BMW T100 und T102 durch Werkseinsätze von BMW bekannt wurden. In den 1970er-Jahren konzentrierte sich Lola dann vornehmlich auf US-amerikanische Rennserien und bot nur noch sporadisch Fahrgestelle für die Formel 2 an, die weitgehend erfolglos waren. 
1976 baute Lola vier Formel-2-Wagen vom Typ T450, von denen einer an das deutsche Team ATS Wheels geliefert wurde. Die Fahrer scheiterten mit ihm mehrfach an der Qualifikation. Der 1977 als Einzelstück gebaute Nachfolger Lola T550 war noch schlechter; er schaffte gar keine Rennteilnahme. Mit ihm endeten zunächst Lolas Formel-2-Ambitionen. 
Nach mehrjähriger Pause kehrte Lola zu Beginn der Saison 1981 mit dem T850 in die Formel 2 zurück. Seine Basis war der Ralt RT2, der in der Formel-2-Europameisterschaft 1979 exklusiv beim britischen Toleman-Team gelaufen war. Für die Saison 1980 hatte der Toleman-Ingenieur Rory Byrne den Ralt RT2 zum Toleman TG280 weiterentwickelt; mit ihm gewann Brian Henton in diesem Jahr den Meistertitel. Als Toleman 1981 in die Formel 1 aufstieg, wurden die alten TG280 an Fahrer wie Jim Crawford und Jo Gartner verkauft, die sie bis 1983 weiter in der Formel 2 einsetzten. Das Interesse an den Autos war so groß, dass sich Toleman Ende 1980 für die Produktion weiterer Kundenfahrzeuge entschied. Weil Toleman aber neben dem Formel-1-Engagement keine Kapazitäten für den Bau von Formel-2-Kundenautos hatte, wurde Lola mit dem Bau neuer Kunden-TG280 beauftragt. Lola legte eine Serie von 10 Fahrzeugen auf und verkaufte sie unter eigenem Namen als Lola T850 an europäische und japanische Formel-2-Teams.
Nach dem Abverkauf der Autos setzte Lola das Formel-2-Engagement nicht fort. Damit war der T850 der letzte Formel-2-Wagen, der den Namen Lola trug. Erst mit der Einführung der Formel 3000, die 1985 die Formel 2 ersetzte, erschien mit dem T950 wieder ein Lola-Auto in der Klasse unterhalb der Formel 1.

## Lola in der Formel 3000 und deren Ablegern

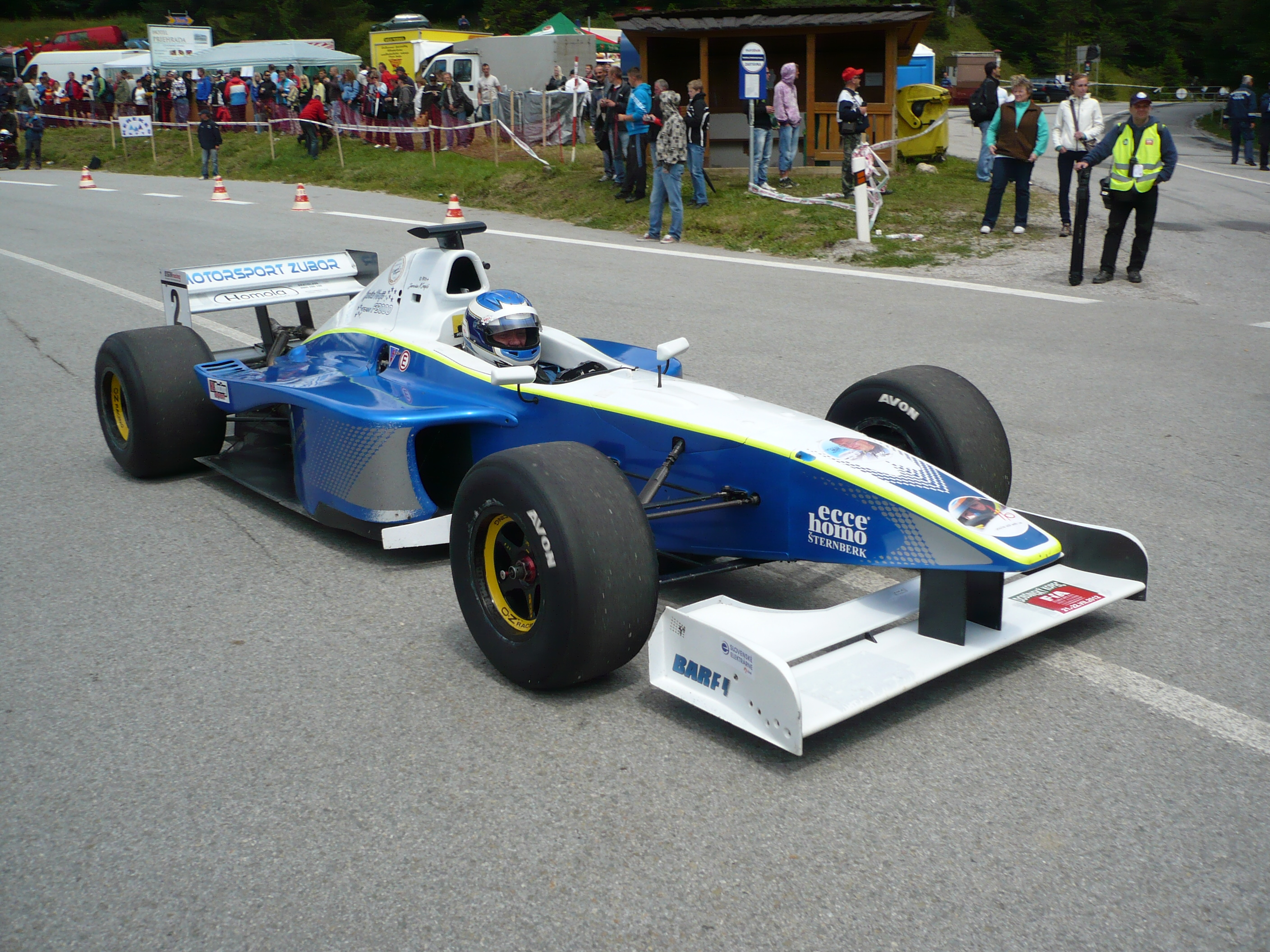
Lola T02/50: Formel-3000-Auto von 2002

Lola war wiederholt, aber nicht durchgängig in der Europäischen Formel-3000-Meisterschaft vertreten. Von 1985 bis 1992 lieferte das Unternehmen Chassis an verschiedene Kundenteams; bis 1988 unterhielt es außerdem ein Werksteam. In dieser Zeit konkurrierte Lola mit den Rennwagenkonstrukteuren Reynard und March, erreichte deren Erfolge allerdings nicht. Der schnell entworfene, von einem Indycar-Modell abgeleitete T950, mit dem Lola 1985 in der Formel 3000 debütierte, war eine „untaugliche Konstruktion“, die deutlich langsamer war als die Autos von March. 1986 kam Lola mit einem originär auf die Formel 3000 zugeschnittenen Wagen zurück, der besser war, aber nur einzelne Rennen gewann. Nachdem Lola zu Beginn der Saison 1989 den Betrieb des Werksteams eingestellt hatte, war das französische DAMS-Team der bevorzugte Lola-Kunde. 1990 gewann Érik Comas mit dem DAMS-Lola den Meistertitel. Danach begann die Dominanz der Reynard-Autos, und ab 1993 fuhren, obwohl das Reglement zu dieser Zeit noch Chassis anderer zuließ, alle Teams mit Wagen von Reynard. Als die FIA die Formel 3000 ab 1996 auf Einheitschassis umstellte, gewann wider Erwarten nicht Reynard, sondern Lola den Auftrag, die Fahrzeuge zu konstruieren und zu bauen. Das damit begründete Lola-Monopol, das dem Unternehmen das wirtschaftliche Überleben sicherte, bestand bis zur Einstellung der Formel 3000 zum Ende des Jahres 2004. In dieser Zeit konstruierte Lola drei verschiedene Modelle, die jeweils drei Jahre lang eingesetzt wurden: Lola T96/50 (1996–1998), T99/50 (1999–2001) und T02/50 (2002-2004).
Neben der Formel-3000-Europameisterschaft kamen Lolas Formel-3000-Autos seit den späten 1990er-Jahren auch in einigen Unterserien zum Einsatz, so insbesondere in der von Pierluigi Corbari etablierten Italienischen Formel-3000-Meisterschaft (1995 bis 2005) und deren Nachfolger Euroseries 3000 (2006 bis 2009), die Coloni organisierte. Ab 2010, als die Serie in AutoGP umbenannt wurde, ersetzte Coloni die alten Formel-3000-Autos schrittweise durch den Lola B05/52, der ursprünglich für die A1GP-Meisterschaft konstruiert worden war.
Lolas Formel-3000-Autos werden auch nach der Jahrtausendwende noch regelmäßig bei Bergrennen eingesetzt.

## Sonstige Engagements im Motorsport
Das Warwick Innovative Manufacturing Research Centre (WIMRC) der University of Warwick hat mit Unterstützung des Lola-Konzerns den WorldFirst-Monoposto, eine Formel-3-Rennwagen-Studie entwickelt. Dieses Fahrzeug ist überwiegend aus pflanzlichen Stoffen gefertigt worden.

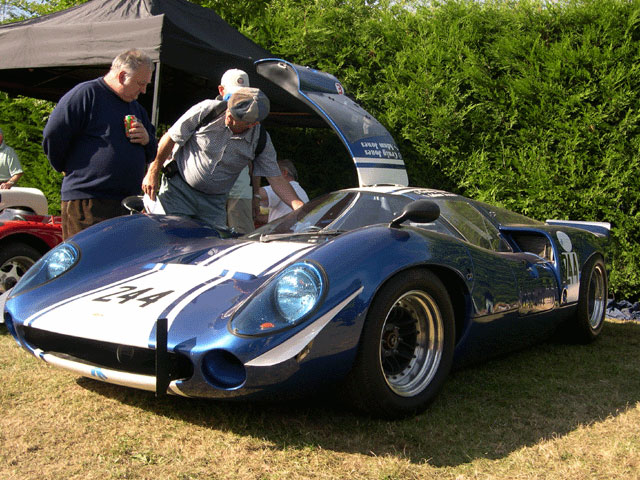
Lola T70 Mk3 aus den 1960ern
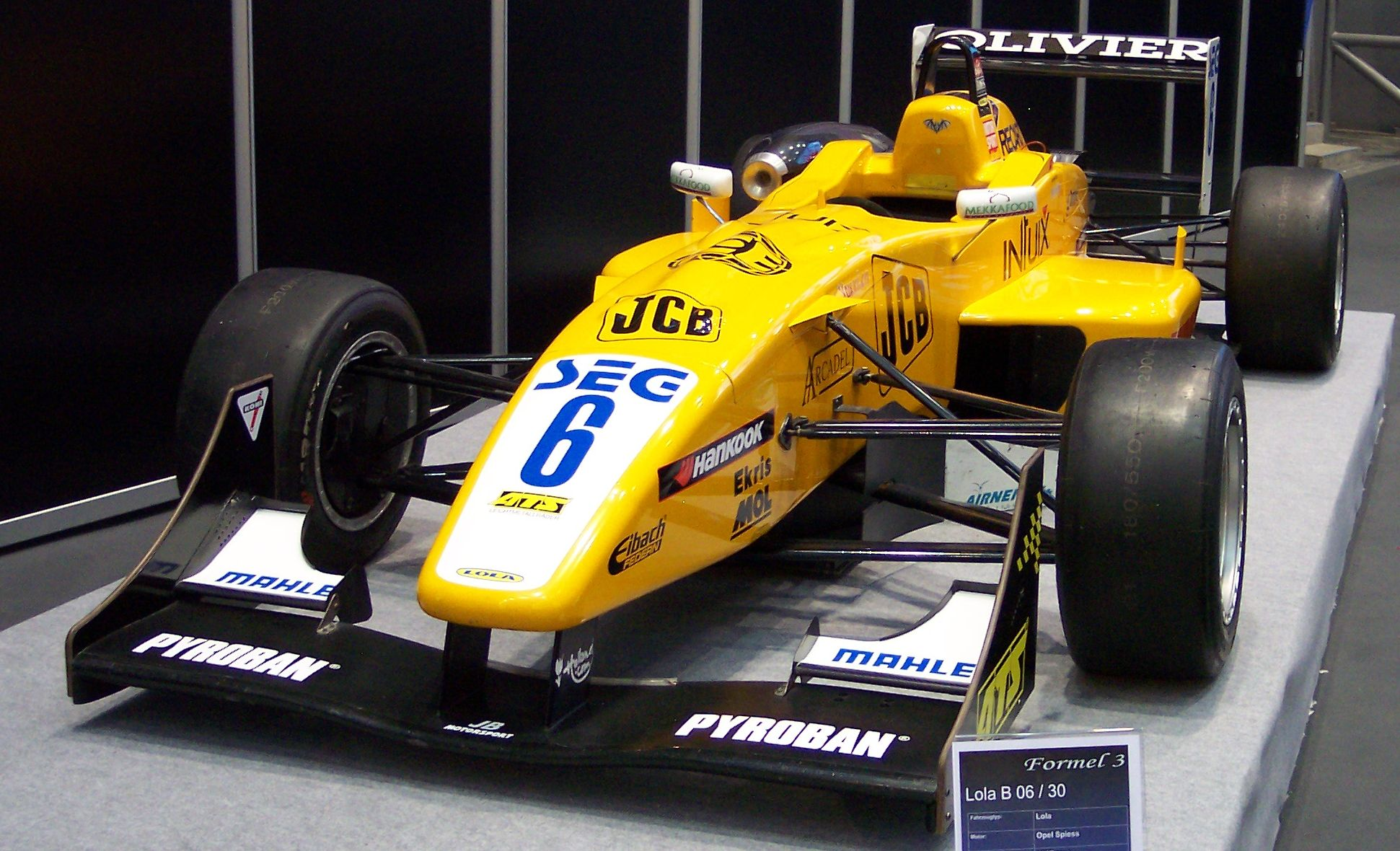
Lola-B06/30-Formel-3, 2006
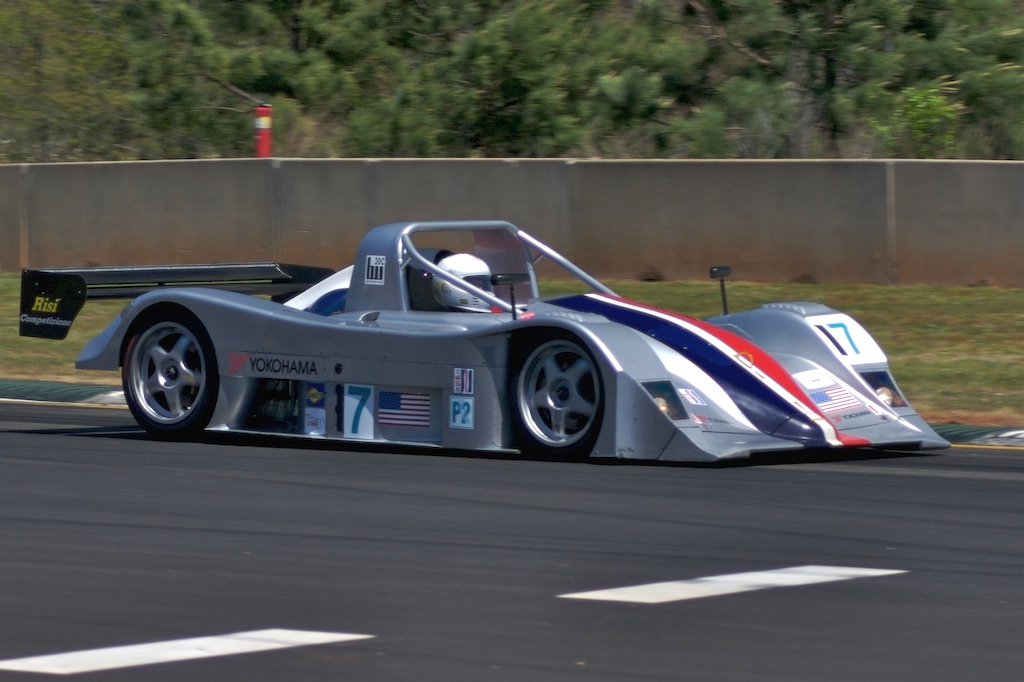
Lola B2K/40 – Le-Mans-Prototyp
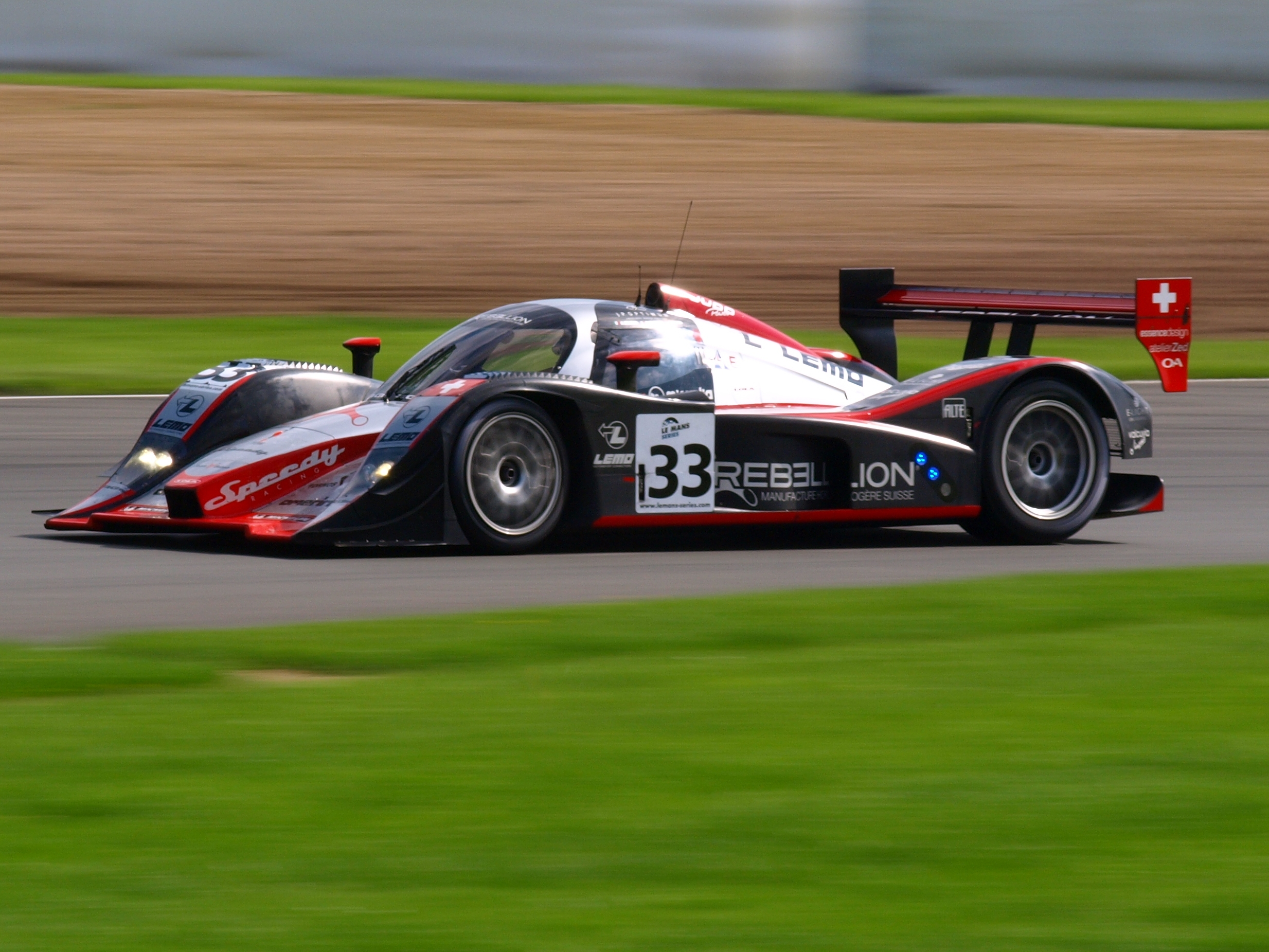
Lola B08/80 – Le-Mans-Prototyp – beim 1000-km-Rennen von Silverstone 2008
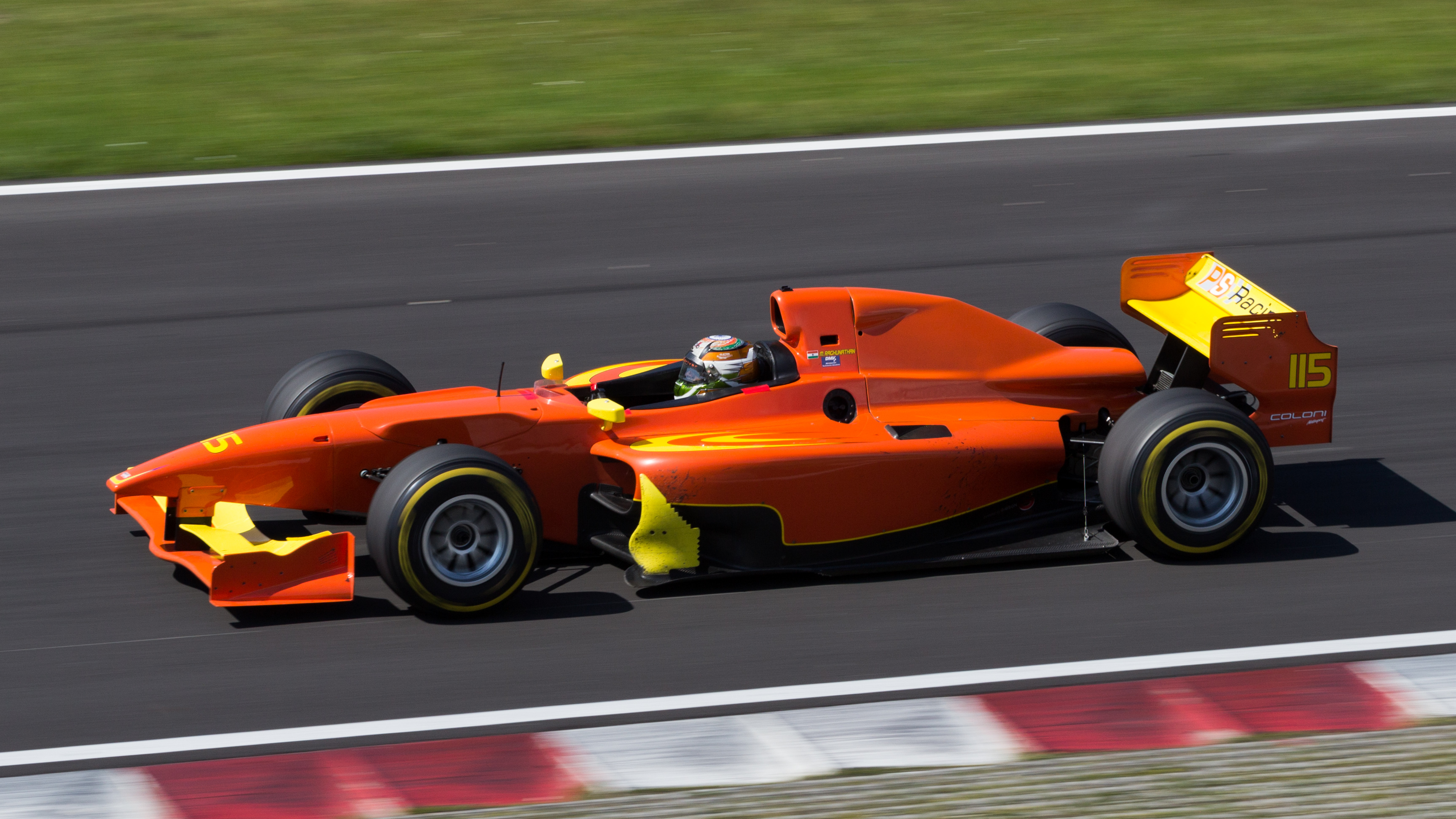
Lola B05/52 für AutoGP/BossGP (2017)